# Suess Land
Suess Land ist eine unbewohnte grönländische Region im Nordost-Grönland-Nationalpark.

## Geographie
Suess Land ist eine etwa 2400 km² große Halbinsel mit einer nur rund 10 km breiten Landverbindung. Sie wird im Nordwest und Norden durch das Innere des Kejser Franz Joseph Fjords von Frænkel Land und Andrée Land abgetrennt. Im Nordosten bildet der Antarctic Sund die Grenze zur Insel Ymer Ø. Im Osten sind die Inseln Ruth Ø, Maria Ø und Ella Ø vorgelagert, getrennt durch die Mündung des Kempe Fjord. Dieser trennt im Südosten auch die Halbinsel Lyell Land ab. Im Süden bildet der Dickson Fjord die Grenze. Das Bocksrietdalen ist die einzige Landverbindung von Suess Land. Nördlich davon liegt der Kjerulf Fjord, der die westliche Grenze bildet. Suess Land ist von alpinem Charakter. Der höchste Gipfel ist die Payer Tinde im Norden der Halbinsel mit einer Höhe von 2368 m. Das Innere Suess Lands ist weitgehend vergletschert, die Küste aber nicht.

## Geschichte
In Suess Land befinden sich fünf archäologische Fundstätten der Thule-Kultur, darunter zahlreiche Hausruinen.
Der schwedische Polarforscher Alfred Gabriel Nathorst benannte die Halbinsel 1899 nach dem österreichischen Geologen Eduard Suess. Nathorst hatte eines seiner Bücher ins Schwedische übersetzt.